# Herkules z Teatru Pompejusza
Herkules z Teatru Pompejusza (wł. L’Ercole del Teatro di Pompeo, Ercole Mastai) – rzeźba rzymska z brązu z II wieku, odnaleziona w 1864 roku, znajdująca się w kolekcji Museo Pio-Clementino.

## Historia
Przypuszcza się, że posąg, przedstawiający Herkulesa, mógł zdobić świątynię Wenus Zwycięskiej w tak zwanej summa cavea Teatru Pompejusza w Rzymie. Odnaleziono go na dziedzińcu Palazzo Pio Righetti w pobliżu Campo de’ Fiori. W momencie odkrycia rzeźba leżała poziomo wewnątrz wykopu, przykrytego płytą trawertynową. Na płycie wyryte były litery F C S (łac. Fulgur Conditum Summanium). Oznacza to, że posąg został uderzony piorunem. Zgodnie z rzymskim zwyczajem ludzie i przedmioty trafione przez piorun nie były palone, ale chowane na miejscu i traktowane jako święte (łac. bidentalia). Przy tej okazji składano też ofiarę z owcy. Pietro Righetti, wiceminister finansów w rządzie Państwa Kościelnego, ofiarował posąg papieżowi Piusowi IX 15 grudnia 1865 roku. Wszedł on do kolekcji Museo Pio-Clementino 24 marca 1866 roku. Znajduje się w Sala Rotonda, muzealny numer inwentarzowy MV.252.0.0. Rzeźbę odrestaurował Pietro Tenerani, przy użyciu gipsu i brązu.
Posąg Herkulesa powstał w drugiej połowie II wieku, z możliwymi interwencjami w górnej części pod koniec III wieku. Jest kopią greckiego oryginału z początku IV wieku p.n.e. Przedstawia młodego Herkulesa opartego na maczudze, z jabłkami Hesperyd w lewej ręce i przewieszona skórą lwa.